# آزاد (فیلم ۲۰۲۳)
مستقل، آزاد یا آزادکار (انگلیسی: Freelance) یک فیلم کمدی اکشن آمریکایی آماده اکران به کارگردانی پی‌یر مورل با بازی جان سینا، الیسون بری، خوان پابلو رابا، آلیس ایو، مارتون چوکاش و کریستین اسلیتر است. 

## داستان
(پیشنهاد می‌کنم عنوان فیلم به «بادیگارد اجاره‌ای» برگردانده شود.)

میسون که معنای زندگی خود را در زندگی نظامی یافته بود، پس از مجروح شدن در عملیات شکست‌خورده‌ای برای ترور دیکتاتور کشور پالدونیا در آمریکای‌جنوبی، از واحد نیروهای ویژه‌ی ارتش آمریکا بازنشسته می‌شود و پس از سال‌ها، با موفقیت در آزمون‌های لازم وارد حرفه‌ی وکالت می‌شود تا زندگی خانوادگی خود با همسر و دخترش را بچرخاند. اما این شغل روح او را آرام نمی‌سازد. اکنون او از قهرمان عملیات ویژه تبدیل به وکیل درجه دومی شده که می‌باید نیش و زخم‌زبان‌های همسرش را تحمل کند.
مدتی است که سباستین، فرمانده‌ی پیشین او، یک شرکت خصوصی خدمات تامین محافظ شخصی و بادیگارد را مدیریت می‌کند و در همین احوال، با پیشنهاد گران‌قیمتی برای انجام یک ماموریت ساده میسون را وسوسه می‌کند. ماموریت شامل همراهی خانم خبرنگاری به نام کلر در سفر به کشور پالدونیا برای انجام مصاحبه با دیکتاتور این کشور، ريیس‌جمهورخوان، می‌باشد که سال‌ها قبل میسون در عملیاتی برای ترور او مجروح شده و نیمی از همرزمانش را در حادثه‌ی سقوط هلکوپتر از دست داده است. میسون قاطعانه انجام این عملیات را رد می‌کند اما در بازگشت به خانه همسرش او را متهم به بی‌عرضگی در حرفه‌ی وکالت می‌کند و از او می‌خواهد خانه را ترک کند. میسون برای آن‌که چند روزی از خانه دور باشد عملیات را می‌پذیرد.
کلر، فارغ‌التحصیل رشته‌ی روزنامه‌نگاری دانشگاه آکسفورد، به خاطر آن‌که ناچار است خبر جشن تولد سلبریتی‌ها را کار کند به تنگ آمده و دچار فرصتی برای انجام یک کار بزرگ می‌گردد. در همین زمان است که فرصت مصاحبه با دیکتاتوري که ده سال است با هیچ خبرنگاری مصاحبه نکرده، مانند فرشته‌ی شانس در خانه‌ی او را می‌زند. کلر، به عنوان خبرنگار و میسون، به عنوان محافظ او به پایتخت پالدونیا وارد می‌شوند و مورد استقبال ريیس‌جمهور خوان قرار می‌گیرند. قرار است همه‌چیز سهل و ساده باشد و میسون با بیست‌هزار دلار پول آسان به خانه بازگردد. اما در مسیر کاروان اتومبیل‌های ريیس‌جمهور خوان به کاخ ریاست‌جممهوری، گروهی از مخالفان ريیس‌جمهور، نقشه‌ی قتل او را کشیده‌ و بر روی پلی در کمین نشسته‌اند.
در درگیری که بین مهاجمان و محافظان ريیس‌جمهور پیش می‌آید میسون موفق می‌شود جان کلر را نجات دهد، و ناخواسته جان ريیس‌جمهور خوان را نیز نجات می‌دهد. میسون که به همراه این دو در جنگل پنهان شده‌اند از طریق تلفن ماهواره‌ای از سباستین کمک می‌خواهد. سباستین به زودی یک هلکوپتر برای نجات آن‌ها می‌فرستد، اما در کمال تعجب، ماموریت هلکوپتر قتل آن‌ها می‌باشد. ريیس‌جمهور خوان، پی می‌برد کودتا توسط شرکت‌های بزرگ نفتی که قصد تسلط بر منابع کشور پالدونیا را دارند هدایت و از طریق برادرزاده‌ی خودش در حال اجرا است. میسون موفق به هدف قراردادن خلبان هلکوپتر می‌شود و از شر دو کماندوی پیاده شده از آن نیز نجات می‌یابند. میسون و کلر به راهنمایی ريیس‌جمهور، به روستای زادگاه او پناه می‌برند. در آن‌جا میسون پی می‌برد ماموریت محافظت از کلر طعمه‌ای بوده تا او را در موقعیتی قرار دهند که در اثر یادآوری مرگ همرزمانش توسط ريیس‌جمهور خوان، احساساتی شده و او را به قتل برساند. در روستا کلر موفق به انجام مصاحبه با ريیس‌جمهور می‌شود و در موقعیتی که متعاقب آن پیش می‌آید ريیس‌جمهورخوان به میسون می‌گوید نقشی در سقوط هلکوپتر و قتل دوستان او نداشته است.
روز بعد کودتاچیان به روستا می‌رسند. پس از تعقیب و گریزی که منجر به اسارت کلر و مصاحبه‌ی او با فرمانده‌ی میدانی کودتاچیان می‌شود، میسون می‌پذیرد که در ازای تحویل ريیس‌جمهور به کودتاچیان، کلر را پس بگیرد. اما در لحظه‌ی مبادله مردم طرفدار ريیس‌جمهورخوان به میدان می‌آیند و میسون موفق به فراری دادن کلر و ريیس‌جمهور می‌شود. آن‌ها از راهی مخفی وارد کاخ رياست‌جمهوری می‌شوند. برادرزاده‌ی ريیس‌جمهور که قرار است جانشین او شود به قتل می‌رسد و میسون موفق می‌شود ژنرالی که باعث شلیک به هلکوپتر و مرگ همرزمانش شده را به سزای عملش برساند. سباستین به همراه کماندوهای شرکتش به‌ کمک میسون می‌آیند. کودتاچیان شکست می‌خورند. ريیس‌جمهورخوان به قدرت بازمی‌گردد و قول می‌دهد در مدت کوتاهی انتخابات آزاد برگزار کند. کلر با پخش مصاحبه با ريیس‌جمهور و پخش مستقیم درگیری‌ها در کاخ ریاست‌جمهوری به شهرت می‌رسد. همسر میسون او را از طریق تلویزیون در کنار ريیس‌جمهورخوان می‌بیند و با بازگشت میسون به خانه، کانون خانواده مجدداً گرم می‌شود. روز بعد ريیس‌جمهورخوان برای میسون پاداشی به مبلغ پنج میلیون دلار واریز می‌کند. میسون به همراه همسر و دخترش جشن می‌گیرند و فیلم پایان می‌یابد.

## تولید
این فیلم در ۲۲ اکتبر ۲۰۲۱ با کارگردانی پی‌یر مورل و بازیگر جان سینا معرفی شد. خوان پابلو رابا، آلیس ایو، مارتون چوکاش،  و کریستین اسلیتر به بازیگران پیوستند. فیلمبرداری در ۱۷ ژانویه ۲۰۲۲ در کلمبیا با فیلمبرداری تیری آربوگاس آغاز شد.